# Relaciones Estados Unidos-Pakistán
Las relaciones Estados Unidos-Pakistán son las relaciones diplomáticas entre Estados Unidos y Pakistán. El 20 de octubre de 1947, dos meses y seis días después de la independencia de Pakistán Independencia de Pakistán, los Estados Unidos establecieron relaciones con Pakistán, convirtiéndose en una de las primeras naciones en establecer relaciones con el nuevo estado. Pakistán se alió con los Estados Unidos durante la era de la Guerra Fría contra la URSS, y fue un jugador integral en el CENTO y SEATO.
Tras la elección de Zulfikar Ali Bhutto, del partido izquierdista Partido Popular de Pakistán, las relaciones entre los países empeoraron, hasta que, gracias a la Operación Ciclón, en la década de 1980, dirigida contra la expansión soviética en Asia Central y Asia del Sur, su relación diplomática mejoró. En esta, el país americano financió y entrenó a los muyahidines musulmanes en Afganistán para combatir a la Unión Soviética.  Las relaciones se agriaron una vez más después del Colapso de la Unión Soviética, cuando los Estados Unidos aprobaron sanciones contra Pakistán al aprobar la Enmienda de Pressler, que fue promulgada contra Pakistán por su programa de armas nucleares, que se inició después de la Guerra indo-pakistaní de 1971 y se aceleró después de que India detonó una bomba nuclear en 1974. Pakistán, una vez más asumió un papel importante en los intereses geopolíticos estadounidenses en la región tras los ataques del 11 de septiembre, y la posterior guerra contra el Terror. Las relaciones se fortalecieron cuando Estados Unidos nombró a Pakistán un aliado importante extra-OTAN en 2002, lo que permitió la liberación de más de US$25.000.000 en ayudas para Pakistán. Los esfuerzos de recuperación de Estados Unidos luego del Terremoto de Cachemira de 2005 fueron ampliamente apreciados por el público pakistaní.
Las relaciones comenzaron a tensarse cuando ambas partes comenzaron a criticar la estrategia de la otra parte en la Guerra contra el Terror, con el gobierno de los Estados Unidos acusando frecuentemente a Pakistán de albergar a miembros de los Talibanes afganos y elQuetta Shura, mientras que Pakistán había alegado que Estados Unidos había hecho poco por controlar la seguridad en el este de Afganistán, donde se creía que se escondía el terrorista más buscado de Pakistán, Mullah Fazlullah. Además, como resultado del incidente Raymond Allen Davis en Lahore, la operación secreta de los Estados Unidos en Abbottabad que resultó en la muerte de Osama bin Laden, seguida por el incidente Salala, las relaciones entre ambos países se volvieron cada vez más tensos en los últimos años, con altos niveles de desconfianza. La opinión pública en Pakistán con frecuencia clasifica al país americano como uno de sus países menos favorecidos, y viceversa. En 2015, según la encuesta anual de World Affairs de Gallup, solo el 15% de los estadounidenses tenía una opinión favorable de Pakistán.
En la actualidad, los Estados Unidos se involucran en una amplia asistencia económica, social y científica, así como en las relaciones militares. mientras que Pakistán continúa ocupando una posición estratégica en los intereses de los Estados Unidos en Asia Central y del Sur. Estados Unidos es el segundo mayor proveedor de Tecnología militar a Pakistán después de China, y es uno de los mayores donantes de asistencia extranjera de Pakistán.